# Lý Tiểu Bằng
Lý Tiểu Bằng (sinh 7 tháng 6 năm 1959) là chính khách nước Cộng hòa Nhân dân Trung Hoa. Ông hiện là Bộ trưởng Bộ Giao thông Vận tải. Ông từng giữ chức Tỉnh trưởng tỉnh Sơn Tây, một tỉnh nổi tiếng về tài nguyên than đá ở Trung Quốc. Ông là con trai của cựu Thủ tướng Trung Quốc Lý Bằng.